# 蟹の横歩き
蟹の横歩き (Im Krebsgang) は、ドイツの作家ギュンター・グラスが2002年に発表した小説。ナチス・ドイツ政権末期に起こった史上最悪の海難事件であるヴィルヘルム・グストロフ号事件を題材としている。

## あらすじ
1945年1月30日、ソ連軍の猛攻から逃れてきた東プロイセン一帯のドイツ人避難民が、ゴーテンハーフェン港（現ポーランド共和国グディニャ港）からヴィルヘルム・グストロフ号に乗り込んだ。その数は1万人を超えるとも言われる。その夜、航行中のグストロフ号はソ連潜水艦S-13に撃沈され、9千人を超える死者をだした。九死に一生を得た妊婦・トゥラはその日、救助船の上で男児を出産し、パウルと名づけた。
グストロフ号事件はその後の複雑な政治状況、ドイツの犯した戦争犯罪の重みから語ることはタブー化された。そしてナチスを賛美し、ドイツの戦争犯罪追及に反発するネオナチによって意味を歪められ「自らの正当化」の道具に用いられるようになった。
トゥラはパウルを飛び越え、パウルの子、コニーに自らの体験を伝えるようになる。ある日、パウルはネオナチのインターネットサイト「www.殉教者.de」でグストロフ号について語る人物がわが子コニーであることに気づいた……。

## 書誌情報
- 原典 - Im Krebsgang, Steidl Verlag,Goettingen, 2002.
- 邦訳 - 『蟹の横歩き―ヴィルヘルム・グストロフ号事件』池内紀訳、集英社、2003年（ISBN 4087733831）。